# Andrés Alay
Manuel Andrés Alay Morante (Guayaquil, Guayas, Ecuador; 30 de abril de 1995) es un futbolista ecuatoriano. Juega de defensa y su equipo actual es el Barcelona de la Primera División de Ecuador.

## Clubes
| Club      | País    | Año           |
| --------- | ------- | ------------- |
| Barcelona | Ecuador | 2013-presente |